# Çobanbeyli, Afşin
Çobanbeyli là một thị trấn thuộc huyện Afşin, tỉnh Kahramanmaraş, Thổ Nhĩ Kỳ. Dân số thời điểm năm 2010 là 3.327 người.